# Doug Drexler
Doug Drexler (Nova Iorque) é um maquiador estadunidense. Venceu o Oscar de melhor maquiagem e penteados na edição de 1991 por Dick Tracy, ao lado de John Caglione Jr..